# Pedro Olea
Pedro María Olea Retolaza (Bilbao, 30 de junio de 1938), artísticamente Pedro Olea, es un director, productor y guionista de cine español.

## Biografía
Tras una primera etapa de estudios económicos se trasladó a Madrid para estudiar en la Escuela Oficial de Cine hasta 1964 y completó su formación práctica en Televisión Española, donde realizó mediometrajes documentales y de ficción. Aunque en 1963 dirigió el cortometraje El parque de juegos, basado en el cuento homónimo de Ray Bradbury, como práctica de 2º, y se graduó con Anabel (1964), otro corto, su primer largometraje sería Días de viejo color, premiado en 1967 por el Círculo de Escritores Cinematográficos.

"Me gusta el cine desde siempre. Una cocinera que trabajaba en el restaurante de mi familia nos acompañaba a mis hermanos y a mí y veíamos películas de Fu-Manchú y de los hermanos Marx. Luego, con un amigo de la calle, puntuábamos las películas que veíamos poniendo colores. Rojo era lo máximo".
Pedro Olea (2016) 

Su primer éxito profesional tuvo lugar con El bosque del lobo (1970), interpretada por José Luis López Vázquez y Amparo Soler Leal, cuyo guion abordaba la vida del psicópata Manuel Blanco Romasanta, autor de varios crímenes a comienzos del siglo XIX y del que se dijo que era un licántropo. Posteriormente seguirían otras películas notables como No es bueno que el hombre esté solo (1973), Pim, pam, pum... ¡fuego! (1975), Tormento (1974) o Un hombre llamado Flor de Otoño (1978).
En 1984 regresó a su tierra natal para filmar Akelarre, y en 1986 repitió con Bandera negra.
En 1993 ganó el Goya al mejor guion adaptado por El maestro de esgrima.
Su filmografía se caracteriza por la opresión del individuo bajo las fuerzas sociales, así como por el retrato de personajes deformados por estereotipos perversos.

## Filmografía
Como Director
- Días de viejo color. 1967. Guion: Ángel Llorente
- Juan y Junior... en un mundo diferente. 1970. Guion: Pedro Olea, Juan Antonio Porto (Historia: Juan García Atienza)

- El bosque del lobo. 1971.
- La casa sin fronteras. 1972.
- No es bueno que el hombre esté solo. 1973.
- Tormento. 1974.
- Pim, pam, pum... ¡fuego!. 1975.
- La Corea. 1976.
- Un hombre llamado Flor de Otoño. 1978.
- Akelarre. 1984.
- La huella del crimen 1: Las envenenadas de Valencia. 1985 (Televisión).
- Bandera negra. 1986.
- La leyenda del cura de Bargota. 1990.
- El día que nací yo. 1991.
- El maestro de esgrima. 1992.
- Morirás en Chafarinas. 1995.
- Más allá del jardín. 1997.
- Tiempo de tormenta. 2003.
- ¡Hay motivo!. 2004.
- La conspiración. 2011

Como Productor
- El bosque del lobo (1971)
- El maestro de esgrima (1992)
- Los novios búlgaros (2002, dirigida por Eloy de la Iglesia).
- Los mánagers (2006, dirigida por Fernando Guillén Cuervo).

## Premios y nominaciones
Festival Internacional de Cine de San Sebastián
| Año  | Categoría                   | Película | Resultado |
| ---- | --------------------------- | -------- | --------- |
| 1974 | Premio Perla del Cantábrico | Tormento | Ganador   |
| 2014 | Premio Zinemira             | -        | Ganador   |

Medallas del Círculo de Escritores Cinematográficos
| Año  | Categoría              | Película            | Resultado |
| ---- | ---------------------- | ------------------- | --------- |
| 1967 | Premio Antonio Barbero | Días de viejo color | Ganador   |